# جیمز ابنور
جیمز ابنور (به انگلیسی: James Abdnor) سناتور سابق عضو حزب جمهوری‌خواه ایالات متحده آمریکا بود. وی در سال ۱۹۸۱ تا ۱۹۸۷ میلادی سناتور ایالت داکوتای جنوبی در سنای ایالات متحده آمریکا بود.